# Aglaophenia bicornuta
Aglaophenia bicornuta is een hydroïdpoliep uit de familie Aglaopheniidae. De poliep komt uit het geslacht Aglaophenia. Aglaophenia bicornuta werd in 1900 voor het eerst wetenschappelijk beschreven door Nutting. 